# 호랑이와 눈
《호랑이와 눈》(La Tigre E La Neve, The Tiger And The Snow)은 이탈리아에서 제작된 로베르토 베니니 감독의 2005년 코미디 영화이다. 로베르토 베니니 등이 주연으로 출연하였고 니콜레타 브라스키 등이 제작에 참여하였다. 2003년 이라크 침공을 배경으로 하고 있다.

## 출연

### 주연
- 로베르토 베니니 - 아틸리오
- 장 르노 - 푸아드
- 니콜레타 브라스키 - 비토리아

### 조연
- 주세페 바티스톤 - 에르만노
- 스티븐 벅킹햄 - 항공사 직원
- 에밀리아 폭스 - 낸시
- 안드레아 렌지 - 의사
- 톰 웨이츠 - 본인

## 한국판 성우진(KBS)
- 배한성 - 아틸리오(로베르토 베니니)
- 송도영 - 비토리아(니콜레타 브라스키)
- 김기현 - 푸아드(장 르노)
- 탁원제 - 변호사(루치아 폴리)
- 김정미 - 까릴라(프란체스카 쿠톨로)
- 이근욱 - 운전사(도나토 카스텔라네타)
- 문관일 - 항공사 직원(스티븐 버킹럼)
- 이재용 - 에르만노(주세페 바티스톤)
- 은영선 - 낸시(에밀리아 폭스) / 에밀리아(치이라 피리)
- 윤세웅 - 의사(앤드레아 렌지)
- 유지원 - 로사(안나 피리)
- 이광수 - 발레리(프란체스코 드비토)